# Gradac, Podgorica
Gradac este un sat din municipiul Podgorica, Muntenegru. Conform datelor de la recensământul din 2003, localitatea are 17 locuitori (la recensământul din 1991 erau 19 locuitori).

## Demografie
În satul Gradac locuiesc 16 persoane adulte, iar vârsta medie a populației este de 60,4 de ani (54,5 la bărbați și 65,6 la femei). În localitate sunt 8 gospodării, iar numărul mediu de membri în gospodărie este de 2,13.
Populația localității este foarte eterogenă.
|  |

| Demografie | Demografie | Demografie |
| An         | Locuitori  | Locuitori  |
| ---------- | ---------- | ---------- |
|            |            |            |
|            |            |            |
|            |            |            |
|            |            |            |
| 1948       | 114        |            |
| 1953       | 112        |            |
| 1961       | 75         |            |
| 1971       | 59         |            |
| 1981       | 36         |            |
| 1991       | 19         | 19         |
| 2003       | 17         | 17         |

| \| Componența etnică conform recensământului din 2003[2] \| Componența etnică conform recensământului din 2003[2] \| Componența etnică conform recensământului din 2003[2] \| Componența etnică conform recensământului din 2003[2] \| Componența etnică conform recensământului din 2003[2] \| \| ----------------------------------------------------- \| ----------------------------------------------------- \| ----------------------------------------------------- \| ----------------------------------------------------- \| ----------------------------------------------------- \| \| \| \| \| \| \| \| Muntenegreni \| Muntenegreni \| \| 9 \| 52,94% \| \| Sârbi \| Sârbi \| \| 8 \| 47,05% \| \| necunoscută \| necunoscută \| \| 0 \| 0% \| |              |  |   |        |
| Componența etnică conform recensământului din 2003 |              |  |   |        |
| |              |  |   |        |
| Muntenegreni | Muntenegreni |  | 9 | 52,94% |
| Sârbi | Sârbi        |  | 8 | 47,05% |
| necunoscută | necunoscută  |  | 0 | 0%     |